# 东郊记忆站
东郊记忆站位于成都市成华区成华大道杉板桥路与枫丹路路口西侧，是成都地铁8号线的一座地下车站，于2020年12月18日启用。

## 车站结构

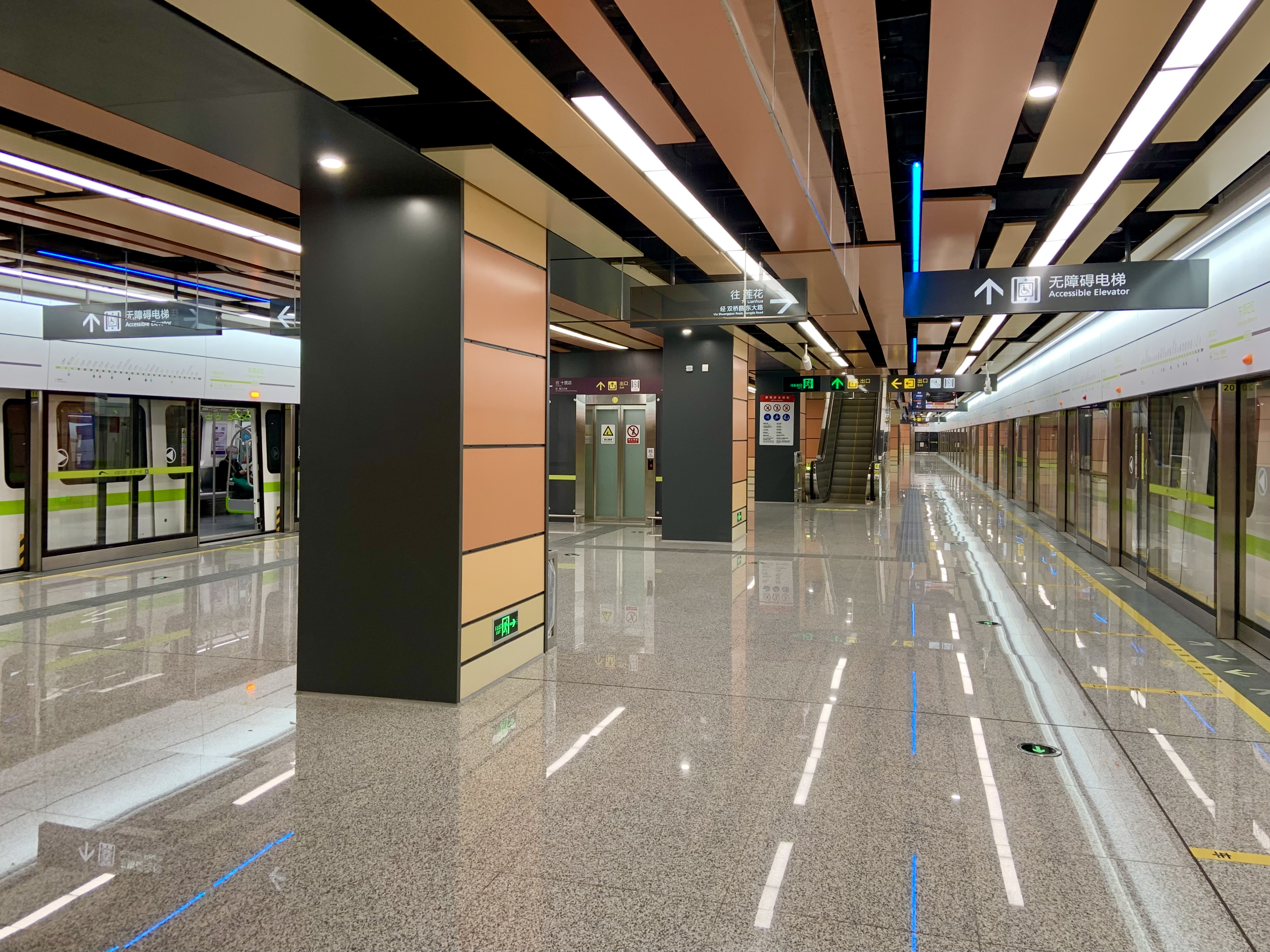
站台层
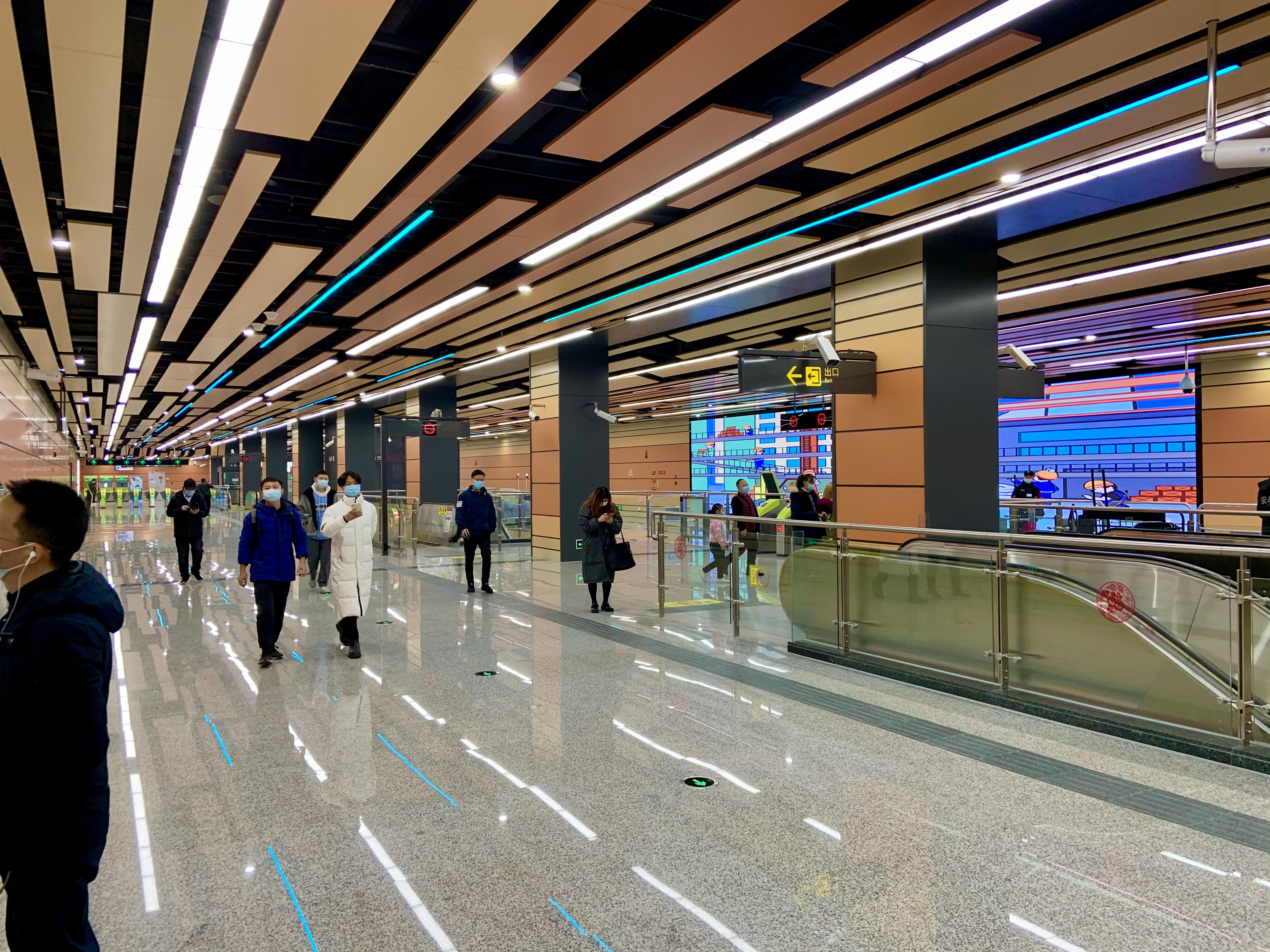
站厅层
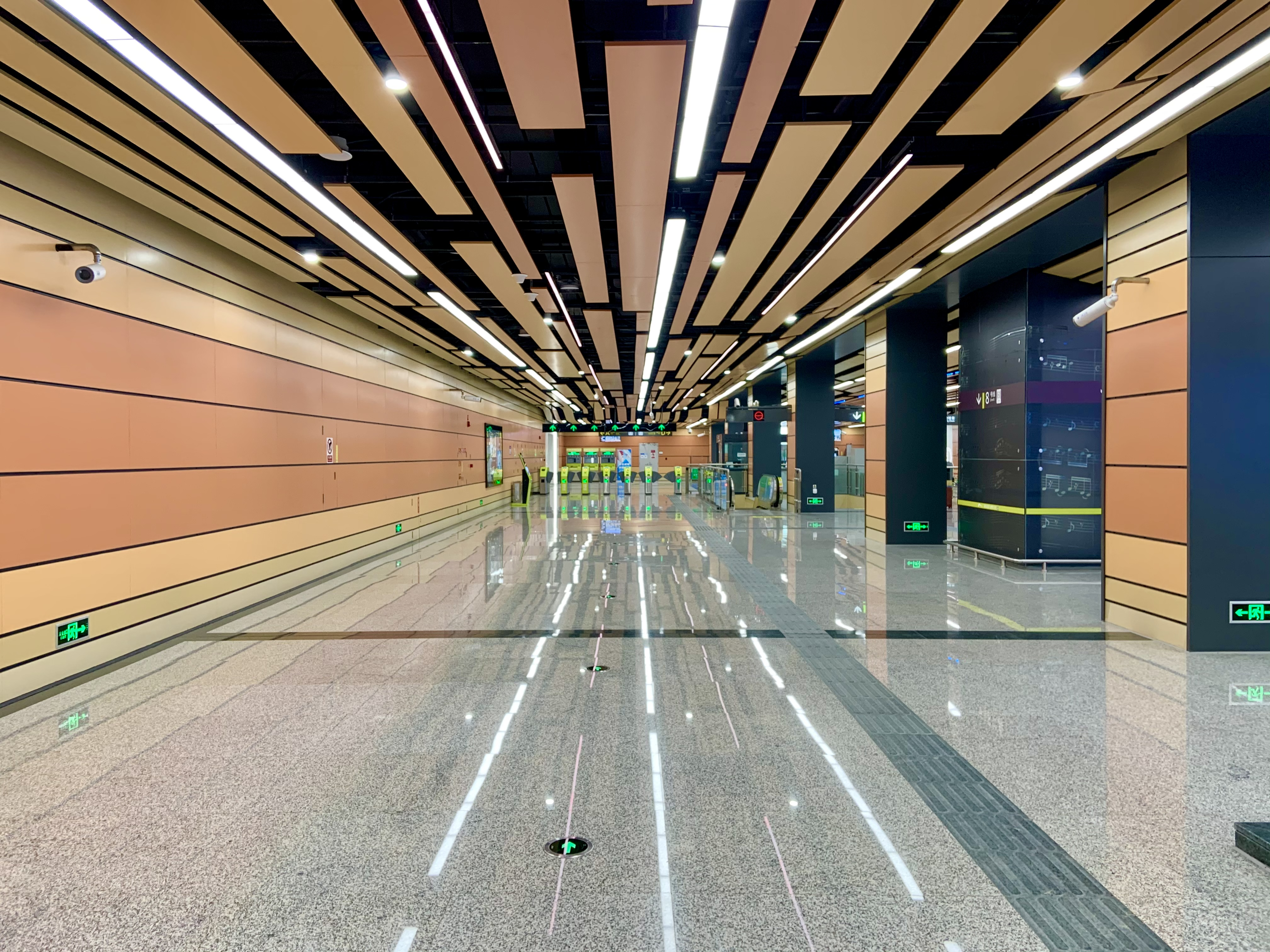
站厅层

岛式站台2面2线地下车站。
| 地面              | ·    | 出口A/B1/B2/C/D                                                                                       |
| 地下一层          | 站厅 | 自助购票 客服中心                                                                                     |
| 地下二层          | 站台 | \| \| \| 8号线往桂龙路（理工大学） \| \| 島式 · 開左邊车门 \| \| \| \| \| \| 8号线往龙港（杉板桥） \| |
|                   |      | 8号线往桂龙路（理工大学）                                                                             |
| 島式 · 開左邊车门 |      | |
|                   |      | 8号线往龙港（杉板桥）                                                                                 |

- 站台层
- 站厅层
- 站厅层

## 出入口
本站目前开放5个出入口。
|              |              |                                                          |      |
| 编号         | 设施         | 指示                                                     | 照片 |
|              | 无障碍电梯   | 成华大道杉板桥路、枫丹路、东郊记忆路                     |      |
| 出口 · B · 1 | 无障碍卫生间 | 成华大道杉板桥路、圣灯路、东郊记忆路、东郊记忆           |      |
| 出口 · B · 2 | 无障碍卫生间 | 成华大道杉板桥路、圣灯路、东郊记忆路、枫丹路             |      |
| 出口 · C     |              | 成华大道杉板桥路、杉板桥南五路、崔家店北一路             |      |
| 出口 · D     | 无障碍电梯   | 成华大道杉板桥路、杉板桥南五路、崔家店北一路、杉板桥公园 |      |